# Deolāli
Deolāli är en ort i Indien.   Den ligger i distriktet Nashik och delstaten Maharashtra, i den centrala delen av landet, 1 000 km söder om huvudstaden New Delhi. Deolāli ligger 569 meter över havet och antalet invånare är 52 958.
Terrängen runt Deolāli är platt, och sluttar österut. Runt Deolāli är det mycket tätbefolkat, med 1 313 invånare per kvadratkilometer. Närmaste större samhälle är Nashik, 7,4 km nordväst om Deolāli. Trakten runt Deolāli består till största delen av jordbruksmark.